# Vitticatantops botswana
Vitticatantops botswana är en insektsart som beskrevs av Nicholas David Jago 1994. Vitticatantops botswana ingår i släktet Vitticatantops och familjen gräshoppor. Inga underarter finns listade i Catalogue of Life.